# Relazioni internazionali della Macedonia del Nord
La Macedonia del Nord, fino al 24 gennaio 2019 chiamata "Repubblica di Macedonia", divenne membro delle Nazioni Unite l'8 aprile 1993, diciotto mesi dopo la dichiarazione d'indipendenza dalla Repubblica Socialista Federale di Jugoslavia. Precedentemente al cambio di nome del 2019, i Paesi stranieri si rivolgevano alla Repubblica, nell'ambito dell'ONU, con la denominazione inglese di Former Yugoslav Republic of Macedonia o FYROM (Ex Repubblica Iugoslava di Macedonia), lasciando in sospeso una lunga disputa sulla denominazione ufficiale del Paese. Altri enti internazionali, come l'Unione europea, l'Unione europea di radiodiffusione, ed il Comitato Olimpico Internazionale avevano adottato la stessa denominazione. Anche la NATO utilizzava lo stesso nome, ma aggiungeva una nota esplicativa in cui si specificava che i Paesi membri riconoscevano il nome costituzionale.
Tutti i Paesi membri delle Nazioni Unite riconoscono la Repubblica di Macedonia del Nord, ma erano divisi fino a prima del cambio di nome sulla questione della denominazione. Tre dei cinque membri permanenti del Consiglio di Sicurezza dell'ONU (gli Stati Uniti, la Russia e la Cina), l'Italia e altri 110 Paesi membri riconoscevano prima il Paese con il suo nome costituzionale dell'epoca, Repubblica di Macedonia, piuttosto che con la denominazione provvisoria dell'ONU.

## Dispute internazionali

### Albania
Il governo albanese ha richiesto la protezione dei diritti dell'etnia albanese nella Repubblica di Macedonia del Nord, dove la popolazione consiste effettivamente per il 25,2% di albanesi secondo le statistiche ufficiali. La guerra civile del 2001, fra la maggioranza etnica macedone e la minoranza albanese causò alcune tensioni fra i due paesi. Comunque, il seguente accordo di pace e il riconoscimento di maggiori diritti per gli albanesi aiutò a stabilizzare la situazione.

### Bulgaria
La Bulgaria fu il primo Paese a riconoscere l'indipendenza della Repubblica di Macedonia (del Nord). La Bulgaria ha comunque rifiutato di riconoscere l'esistenza di una nazione macedone separata o di una lingua macedone separata. Sostiene che i macedoni sono solo un sottogruppo della nazione bulgara e che la lingua macedone non è che un dialetto del bulgaro. Questo portò a delle complicazioni alla firma di trattati tra i due Paesi, che sono stati firmati con questa lunga frase alla fine: "fatto nelle lingue ufficiali dei due stati - lingua bulgara, secondo la Costituzione della Repubblica di Bulgaria e lingua macedone secondo la Costituzione della Repubblica di Macedonia.
La Bulgaria dà ai macedoni il diritto di ottenere la cittadinanza bulgara e secondo un giornale macedone, Večer, 63.000 macedoni hanno usato quest'opportunità.
La Repubblica di Macedonia del Nord ha relazioni molto buone nelle sfere politica, economica e militare. I governi dei due Paesi lavorano insieme per migliorare le relazioni commerciali. La Bulgaria sostiene la richiesta macedone di entrare nell'Unione europea e sostenne la richieste di entrare nella NATO sino al 2020, quando ci entrò. La Bulgaria ha donato anche carri armati, pezzi d'artiglieria e altre tecnologie militari al giovane esercito macedone.
Le regole che governano i buoni rapporti tra vicini, come convenute fra la Bulgaria e la Macedonia del Nord, sono state regolate nella Dichiarazione Unita del 22 febbraio 1999, riaffermata da un memorandum unito firmato il 22 gennaio 2008 a Sofia.
La Bulgaria ha proposto di firmare un trattato (in base a tale Dichiarazione Unita) per garantire rapporti di buon vicinato tra i due Paesi, al fine di abilitare il supporto bulgaro per l'adesione della Repubblica di Macedonia del Nord all'Unione europea.

### Grecia
La situazione indeterminata del nome della Repubblica di Macedonia del Nord è nata da una lunga disputa con la Grecia, che critica l'uso di quello che viene considerato un nome ed un simbolo ellenico. Il punto principale della disputa è:
- Il nome: la Repubblica di Macedonia del Nord è solo parte della più ampia regione di Macedonia, la maggior parte della quale si trova in Grecia.

La questione del nome venne "congelata" con un compromesso delle Nazioni Unite nel 1993. Comunque la Grecia rifiutò il riconoscimento diplomatico alla Repubblica e impose un embargo economico che durò finché le questioni di bandiera e costituzionali non sono state risolte nel 1995. Prima di quell'anno, la Macedonia del Nord utilizzava una bandiera col simbolo del Sole di Verghina, simbolo ritrovato nella parte greca della Macedonia (che comprende circa il 60% della più ampia regione della Macedonia) su uno scrigno all'interno delle tombe dei re dell'antico Regno di Macedonia e avente accanto ad esso anche una scritta in greco antico.

#### Questione del nome
Le critiche greche sulla denominazione ufficiale nascono da vari fattori:
- Il nome viene storicamente associato alla cultura greca (o almeno grecofona) dell'antico Regno di Macedonia. I greci pensano che gli abitanti della vicina repubblica, la maggior parte discendenti delle tribù slave che si stabilirono nella regione intorno al VI secolo d.C., non hanno diritti morali o storici di reclamare il nome "Macedonia". Alcuni nazionalisti macedoni e propagandisti dei tempi dell'Ex Jugoslavia hanno provato ad associare la repubblica con l'antica Macedonia, facendo errate pretese storiche.
- Il territorio della Repubblica di Macedonia non è stato chiamato così fino al 1944, quando si separò dalla Serbia e diventò una repubblica separata nell'ambito della Jugoslavia (prima veniva chiamato Vardarska). Quindi, anche se fa certamente parte della regione storica della Macedonia, non c'è una continuità tra gli antichi macedoni e la moderna Repubblica di Macedonia.
- La Grecia sospetta che la Repubblica di Macedonia abbia ambizioni territoriali nella provincia greca di Macedonia. Questa è stata una preoccupazione greca per decenni; già nel 1957 il governo greco espresse la sua preoccupazione per le ambizioni jugoslave che le erano state riportate di creare una Repubblica Popolare di Macedonia con la città greca di Salonicco come capitale.

Il parlamento greco, sotto il governo Tsipras, il 24 gennaio 2019 ha approvato bilateralmente un accordo con la Repubblica di Macedonia del Nord per mettere fine alla disputa. L'accordo, attualmente in vigore, afferma che il nome della Repubblica allora chiamata dall'ONU FYROM e dalla sua costituzione Repubblica di Macedonia è Repubblica di Macedonia del Nord.
I sostenitori della parte greca all'interno della disputa si rifiutano di usare la parola "Macedonia" per descrivere la Repubblica di Macedonia del Nord, non riconoscendo dunque né i vecchi nomi né quello attuale, chiamandola invece Skopje e i suoi abitanti Skopjani (in greco: Σκοπιάνοι) dal nome della capitale del paese, Skopje appunto.

#### Questione della bandiera

L'ex-bandiera della Repubblica di Macedonia del Nord (usata dal 1992 al 1995)

La prima bandiera della Repubblica di Macedonia dopo l'indipendenza causò una controversia quando venne adottata dal neonato stato. L'uso del Sole di Vergina sulla bandiera offese i greci, poiché essi ritengono il simbolo come associato al re Filippo II di Macedonia e per estensione a suo figlio Alessandro Magno. Il punto di vista greco viene riassunto in una FAQ circolata su Internet alla fine degli anni '90:
Il Sole di Vergina, l'emblema della dinastia di Filippo, simboleggia la nascita della nostra nazione. Era la prima volta (IV secolo a.C.) che la terraferma greca (città-stato e regni) con la stessa lingua, cultura e religione era unita contro il nemico asiatico in una lega. Nello stesso momento la Grecia divisa cresceva conscia della propria unità. E, in tal senso, non ce ne siamo mai allontanati da allora. Il "Sole" venne ritrovato nel 1978, e ci è sacro. https://groups.google.co.uk/group/alt.religion.christian.east-orthodox/msg/ac3795a103e797d7?dmode=source&hl=en
Il simbolo venne rimosso dalla bandiera dopo un accordo raggiunto tra la Repubblica di Macedonia del Nord e la Grecia nel settembre del 1995. La Repubblica si accordò nel trovare un punto d'incontro con le questioni greche per i cambiamenti del suo simbolo nazionale e della costituzione, mentre la Grecia stabilì le relazioni diplomatiche con la Repubblica e tolse l'embargo economico.

#### Questioni costituzionali
La prima costituzione della Repubblica di Macedonia del Nord dopo l'indipendenza, adottata il 17 novembre 1991 include una serie di clausole che la Grecia ha interpretato come un incitamento a sentimenti secessionisti tra le popolazioni slave della Grecia settentrionale, e che dessero adito a pretese annessionistiche sul territorio greco. L'articolo 49 della costituzione ha causato particolari problemi. Si leggeva:
(1) La Repubblica si occupa della situazione e dei diritti di quelle persone appartenenti al popolo macedone negli stati vicini, così come i macedoni espatriati, assiste il loro sviluppo culturale e promuove collegamenti con loro. Nell'esercizio di ciò la Repubblica non interferirà nei diritti sovrani degli altri stati o nei loro affari interni.
(2) La Repubblica si occupa dei diritti culturali, economici e sociali dei cittadini della Repubblica all'estero.
Dal punto di vista greco, questo rappresentava effettivamente una licenza per la Repubblica ad interferire con gli affari interni greci. Gli articoli offensivi vennero rimossi con l'accordo del 1995 tra i due lati.

### Serbia
Un accordo del febbraio 2001 con la allora Repubblica Federale di Jugoslavia stabilizzò i confini tra i due Paesi, ma gli albanesi su entrambi i lati hanno espresso la loro opposizione all'accordo per l'imposizione di più rigidi controlli doganali ed il trasferimento di alcuni territori al lato macedone.

## Candidatura per l'accesso macedone all'Unione europea
I leader dell'Unione europea, al meeting tenutosi a Salonicco nel 2003  promisero ai paesi balcanici occidentali che avrebbero avuto la possibilità di fare parte integralmente dell'UE, non appena avessero soddisfatto i criteri stabili. All'interno dei progetti di allargamento, l'Unione Europea ha concesso alla Repubblica di Macedonia del Nord lo status di stato candidato all'accesso il 17 dicembre 2005, ma non ha dato nessuna indicazione sulla data di inizio dei negoziati. La Grecia si è impegnata a non porre il veto sulla decisione in base alla premessa che la questione sul nome verrà risolta. La Repubblica di Macedonia del Nord ha fatto domanda per diventare membro il 22 marzo 2004. Il primo ministro macedone Vlado Bučkovski ha salutato la decisione come "biglietto di sola andata" nell'Unione Europea per il proprio paese.
Secondo l'Unione Europea gli ostacoli maggiori all'accesso della Repubblica di Macedonia del Nord riguardano le relazioni con i paesi confinanti e le riforme del sistema giudiziario e di polizia macedone. Inoltre, il tasso di crescita si attarda dietro quello della maggior parte dei membri europei, la disoccupazione è a livelli alti e gli investimenti stranieri rimangono sostanzialmente pochi. Il processo di decentralizzazione imposto dopo la guerra civile del 2001 richiede ancora una completa attuazione. Però la popolazione relativamente poco numerosa e le caratteristiche europee della Repubblica promettono pochi sforzi sul budget europeo. In seguito al no francese e olandese sulla costituzione, l'Unione Europea si trova in un periodo di riflessione. Questa situazione sembra rallentare le prospettive dei candidati come Repubblica di Macedonia del Nord e Turchia di diventare membri in breve termine.
Nel febbraio 2006 la Repubblica è diventata il quarto membro della Central European Free Trade Agreement (CEFTA), insieme alla Croazia, alla Bulgaria ed alla Romania. La CEFTA funziona come 'banco di prova' per incoraggiare gli sforzi uniti per l'integrazione dei paesi partecipanti alle istituzioni dell'Europa occidentale.